# Agonum ericeti
Agonum ericeti es una especie de escarabajo del género Agonum, familia Carabidae. Fue descrita científicamente por Panzer en 1809.
Esta especie se encuentra en Europa a excepción de España y Portugal.
La longitud del escarabajo es de 5 a 7,2 milímetros (0,20 a 0,28 pulgadas), un ancho que no excede los 2,9 milímetros (0,11 pulgadas). La parte superior del cuerpo suele ser de un solo color, bronce o rojo cobre, rara vez negro y bronce. El protórax es más estrecho hacia atrás que hacia adelante.